# Ifelodun (Osun)
Ifelodun è una delle trenta aree a governo locale (local government area) in cui è suddiviso lo stato di Osun, in Nigeria.
Estesa su una superficie di 114 chilometri quadrati, conta una popolazione di 96.748 abitanti.